# Kathedrale von Mexiko-Stadt

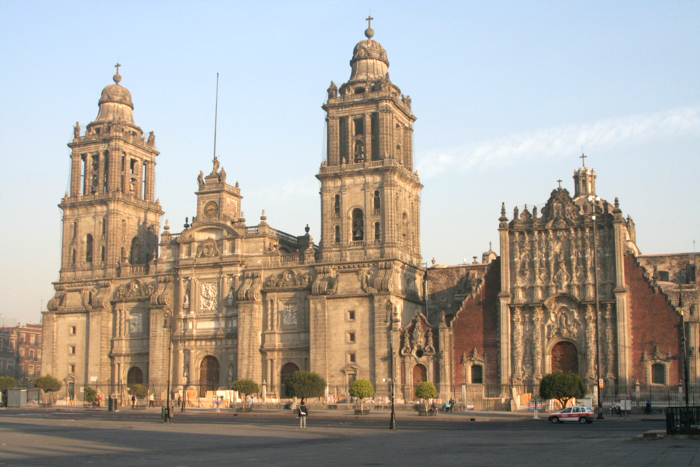
Ansicht vom Verfassungsplatz

Die Kathedrale von Mexiko-Stadt (Catedral Metropolitana de la Asunción de María de la Ciudad de México) ist die größte und älteste Kathedrale des amerikanischen Kontinents und Sitz des katholischen Erzbischofs von Mexiko. Sie steht an der Nordseite der Plaza de la Constitución in Mexiko-Stadt. Die Kathedrale trägt das Patrozinium der Himmelfahrt Mariens.

## Geschichte
Die Kirche wurde ab 1573 im Südwesten des aztekischen Tempelbezirks um den zerstörten Templo Mayor nach Plänen des spanischen Architekten Claudio de Arciniega errichtet, dessen Pläne angelehnt waren an die gotischen Kathedralen Spaniens. Weitere wichtige Architekten waren Juan Gómez de Mora und Alonso Pérez de Castaneda. Den Grundstein zum Bau der Kathedrale legte 1524 der Anführer der spanischen Kolonialisierung Hernán Cortés.
Wegen Überschwemmungen wurden die Bauarbeiten 1629 unterbrochen. Der Innenraum war bis 1667 fertiggestellt. Die Weihe der Kirche fand im selben Jahr statt. Die beiden Glockentürme des Architekten José Damián Ortiz de Castro, die heute 25 Glocken tragen, wurden 1793 fertiggestellt. Der Bau erhielt zum Abschluss 1813 eine Kuppel und Fassade des Architekten Manuel Tolsá Sarrión.
1967 wurden bei einem Brand, ausgelöst durch einen Kurzschluss, Teile der Innenausstattung zerstört. 1979 begann der Wiederaufbau des Chorbereiches. Während der Renovierungsarbeiten fand man hinter dem Altar der Vergebung 51 Gemälde, darunter Werke von Juan und Nicolas Rodriguez Juarez, Miguel Cabrera und José de Ibarra. Am Chorbogen wurde die Grabstätte des ersten Gouverneurs von Veracruz, Miguel Barrigan wiederentdeckt.
Die Kirche war durch Bodensenkungen unterhalb der Stadt statisch stark bedroht und wurde in den 1990er Jahren mit Hilfe eines Tunnelnetzwerks unter der Kathedrale stabilisiert. Im September 2019 verübten Abtreibungsbefürworter während einer Demonstration einen Brandanschlag auf die Kathedrale, der durch das schnelle Eingreifen der Feuerwehr ohne größere Schäden blieb.

## Architektur und Ausstattung

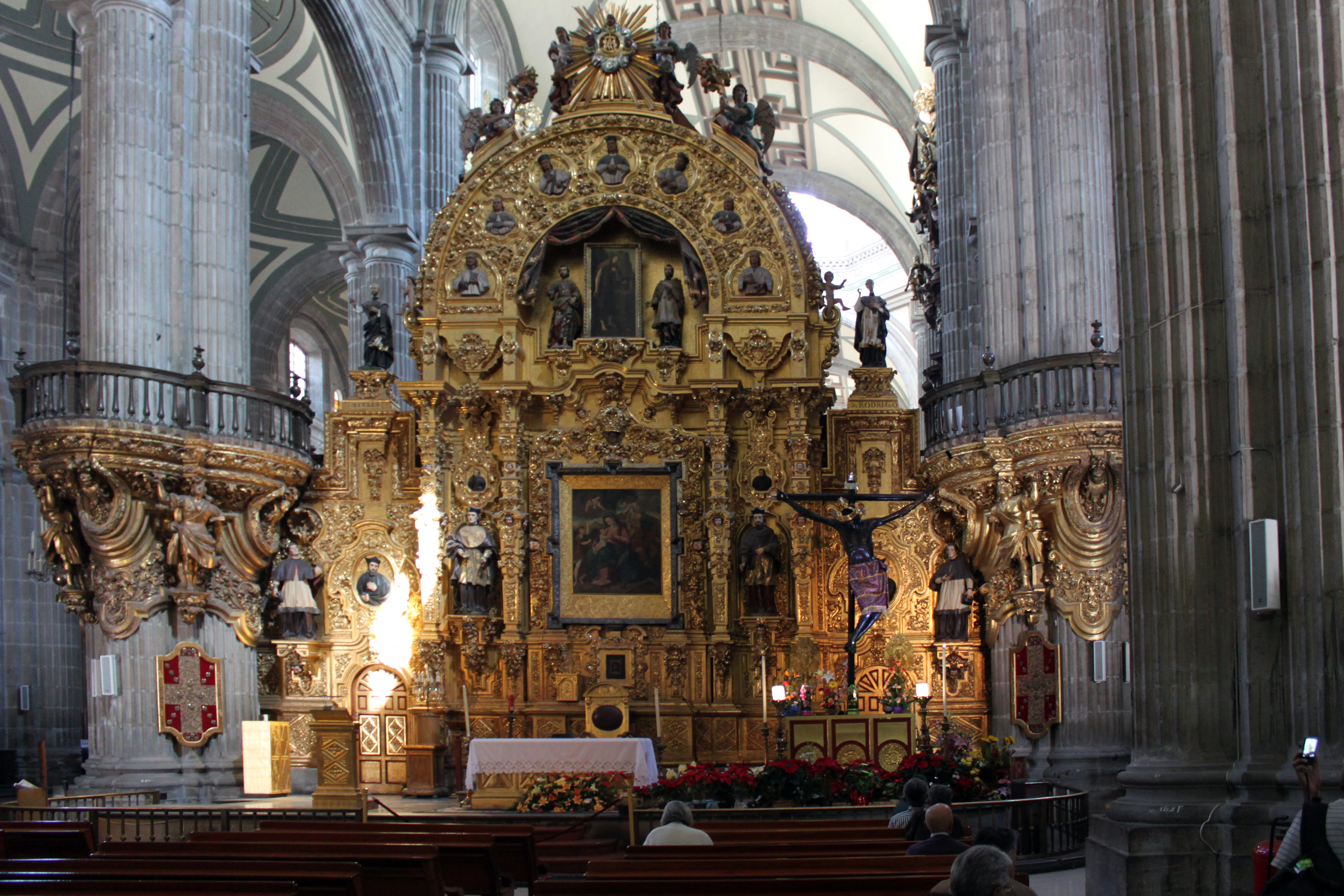
Altar der Vergebung

Das Gebäude mit kreuzförmigem Grundriss ist in Nord-Süd-Richtung ausgerichtet. Die Hauptfassade befindet sich auf der Südseite. Die Kathedrale hat als Innenmaße eine Länge von 118 m, eine Breite von 54 m und eine Höhe von 55 m. Der Innenraum besteht aus fünf Schiffen mit vierzehn Kapellen, einer Sakristei, einem Kapitelsaal, dem Chor und einer Krypta. Durch ihre lange Bauzeit erhielt sie Einflüsse der Renaissance, des Barock und des Klassizismus.

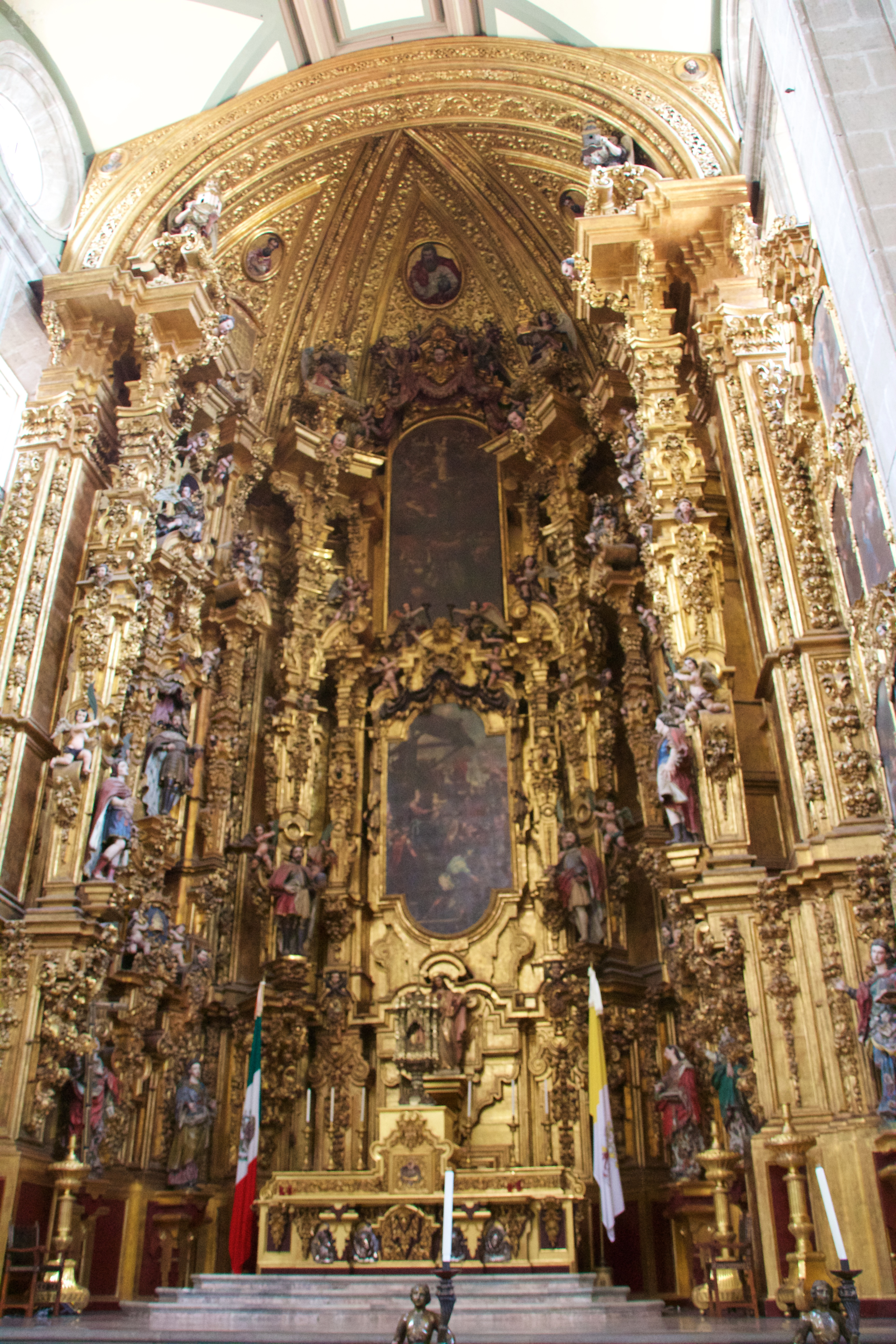
Altar der Könige

Die Hauptaltäre tragen die Namen: Altar der Vergebung, Altar der Könige, Altar des wiederauferstandenen Jesus und Altar der Jungfrau von Zapopan. Sehenswert ist vor allem der in der Hauptapsis stehende reich geschnitzte churriguereske Altar der Könige Altar de los Reyes aus der Zeit von 1718 bis 1739. Das Chorgestühl von 1696 besteht aus Zedernholz.

### Kapellen
- Capilla de Nuestra Señora de las Angustias de Granada
- Capilla de San Isidro
- Capilla de la Inmaculada Concepción
- Capilla de Nuestra Señora de Guadalupe
- Capilla de Nuestra Señora de La Antigua
- Capilla de San Pedro
- Capilla del Santo Cristo y de las Reliquias
- Capilla de los Ángeles
- Capilla de San Cosme y San Damián
- Capilla de San José
- Capilla de Nuestra Señora de la Soledad
- Capilla de San Eligio
- Capilla de Nuestra Señora de los Dolores
- Capilla del Señor del Buen Despacho
- Capilla de San Felipe de Jesús

### Orgeln

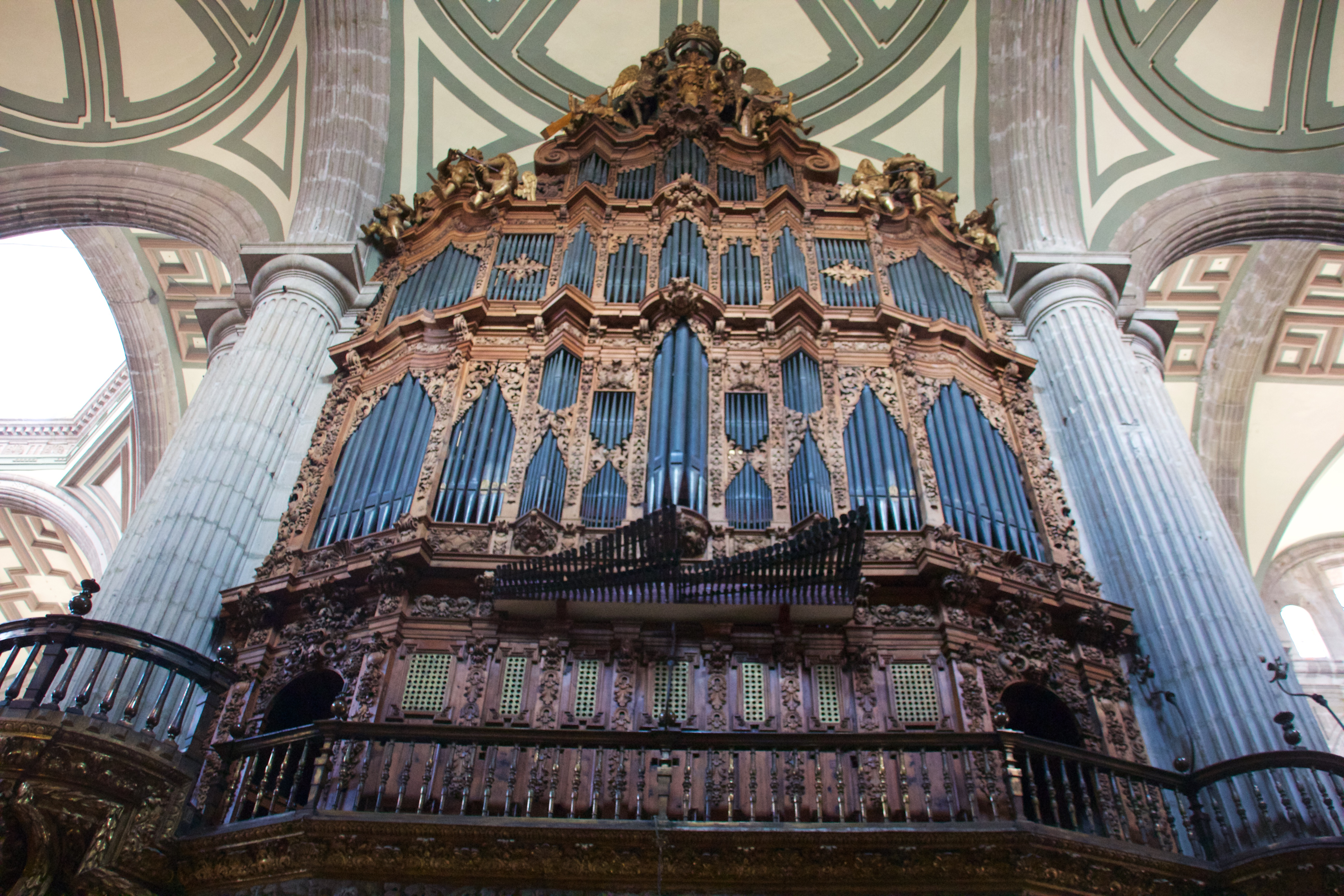
Orgelprospekt

In der Kathedrale gibt es zwei Orgeln. Sie stehen sich, wie oft in der spanischen Orgelbautradition, auf der Evangelien- und der Epistelseite des Chores gegenüber. Beide besitzen doppelte Prospekte: je einen nach innen (zum Chor) und einen nach außen (zum Umgang).

#### Orgel auf der Evangelienseite (spanische Orgel)
Die Orgel auf der Evangelienseite wurde 1696 von den spanischen Orgelbauern J. de Sesma und T. Sans gebaut und 1734 durch den mexikanischen Orgelbauer J. Nasarre umgebaut; Restaurierungen erfolgten 1817 durch J. P. de Lara und 1977 durch Flentrop Orgelbouw.
Das Instrument besitzt mechanische Schleifladen. Es besteht aus zwei Positiv-Werken Caderetas und einem Solowerk für die rechte Hand, die vom zweiten Manual aus spielbar sind, einem Haupt-, einem Chamaden- sowie einem Pedalwerk. Die Manuale sind, wie im spanischen Orgelbau üblich, zwischen c1 und cis1 geteilt.

| II Caderetas C, D–c1/cis1–d3 |
| Cadereta interior            |
| Trompeta                     |
| Violón                       |
| Octava clara (B)             |
| Octava nazarda (D)           |
| Veinte docena (B)            |
| Docena clara (D)             |
| Diez y setena                |
| Diez y novena (B)            |
| Tolosana (D)                 |
| Lleno                        |
|                              |
| Cadereta de espada           |
| Octava clara                 |
| Quincena clara               |
| Veinte docena clara (B)      |
| Diez y novena (D)            |
| Cometa magna (D)             |

| II Recitativo de mano derecho c1–d3 |
| Violines                            |
| Chirimía                            |
| Violón                              |
| Docena clara                        |
| Quincena clara                      |
| Diez y novena clara                 |

| I Organo mayor C, D–c1/cis1d3 |
| Flautado de 26                |
| Flautado mayor                |
| Flautado nave                 |
| Violón                        |
| Octava clara                  |
| Octava nazarda                |
| Espigueta                     |
| Docena nazarda                |
| Docena clara                  |
| Espigueta (B)                 |
| Flauta traversa (D)           |
| Quincena clara                |
| Quincena nazarda              |
| Diez y setena clara (D)       |
| Diez y setena nazarda         |
| Diez y novena clara           |
| Veinte docena clara (B)       |

| (Fortsetzung)             |
| Rochela (D)               |
| Veinte docena nazarda (B) |
| Cometa magna (D)          |
| Cometa de ecos (D)        |
| Lleno                     |
| Símbala                   |
| Sobre símbala             |
| Tolosana (D)              |
| Trompeta magna (D)        |
| Orlo (B)                  |
| Trompeta magna (D)        |
| Trompeta real             |
| Bajoncillo (B)            |
| Clarín claro (D)          |
| Bajoncillo (B)            |
| Clarín claro (D)          |
| Clarín de quincena (B)    |
| Clarín claro (D)Orlo (B)  |
| Obué (D)                  |
| Chirimía                  |

| Pedalwerk C, D, E, F–H |     |
| Flautado               | 16′ |
| Flautado               | 8′  |
| Flautado               | 4′  |
| Bajoncillo             | 16′ |
| Bajoncillo             | 8′  |
| Bajoncillo             | 4′  |

#### Orgel auf der Epistelseite (mexikanische Orgel)
Die Orgel auf der Epistelseite wurde 1736 durch den mexikanischen Orgelbauer J. Nasarre gebaut; 1977 wurde sie durch Flentrop Orgelbouw restauriert.
Das Instrument besitzt mechanische Schleifladen. Es hat 64 Register auf drei Manualwerken (die beiden Caderetas sind von einem Manual aus spielbar), Chamadenwerk und Pedal. Auch hier findet sich eine Manualteilung zwischen c1 und cis1; 26 Register sind Vollregister, 38 Register sind entweder als Bass- oder als Diskant-Register angelegt.
| II Caderetas C-c1/cis1–d3 |
| Cadereta interior         |
| Octava clara (B)          |
| Flautado mayor (D)        |
| Docena clara (B)          |
| Octava clara (D)          |
| Diez y setena (B)         |
| Docena clara (D)          |
| Diez y novena (B)         |
| Tolosana (D)              |
| Corneta de ecos (D)       |
| Lleno                     |
| Violón (B)                |
| Violón (B)                |
|                           |
| Cadereta de espaldas      |
| Octava clara (B)          |
| Fabiolete (D)             |
| Quincena clara            |
| Veinte docena (B)         |
| Diez y setana clara (D)   |
| Corneta magna (D)         |

| I Organo mayor C–c1/cis1d3 |
| Flautado de 26 (B)         |
| Flautado mayor             |
| Flautado nave              |
| Violón                     |
| Octava clara               |
| Octava nazarda             |
| Fabiolete                  |
| Flauta traversa (B)        |
| Espigueta                  |
| Docena clara               |
| Docena nazarda             |
| Quincena clara             |
| Quincena nazarda           |
| Diez y setena clara        |
| Diez y setena nazarda      |
| Diez y novena clara        |
| Veinte docena clara (B)    |
| Cometa magna (D)           |
| Cometa de eco              |
| Lleno                      |
| Símbala                    |

| (Fortsetzung)          |
| Sobre símbala          |
| Tolosana (B)           |
| Chirimía nave (B)      |
| Trompeta magna (D)     |
| Bajoncillo (B)         |
| Clarín claro (D)       |
| Trompeta real (B)      |
| Clarín claro (D)       |
| Bajoncillo (B)         |
| Clarín claro (D)       |
| Clarín en quincena (B) |
| Trompeta magna (D)     |
| Orlo (B)               |
| Chirimía (D)           |
| Clarín en quincena (B) |
| Obué (D)               |
| Obué (D)               |
| Trompa real (D)        |
| Clarín claro (D)       |

| Pedalwerk C, D, E, F–H |     |
| Flautado               | 16′ |
| Flautado               | 8′  |
| Flautado               | 4′  |
| Bajoncillo             | 16′ |
| Bajoncillo             | 8′  |
| Bajoncillo             | 4′  |

### Geläut
Die beiden Glockentürme beherbergen insgesamt 25 Glocken. Die größte mit dem Namen Santa Maria de Guadalupe, wiegt 13.000 Kilogramm. Eine weitere trägt den Namen Doña Maria.

## Umgebung
Die Fassade des Nebengebäudes Sangrario Metropolitano besteht aus Tezontle, einem rötlichen Vulkanstein. Die heutige Stadtpfarrkirche wurde ursprünglich als Sakramentenhaus erbaut. Die Weihe erfolgte 1768. Der Hauptaltar im Inneren wurde 1829 von Pedro Patiño Ixtolinque geschaffen.